# ホワイト・スター・ライン

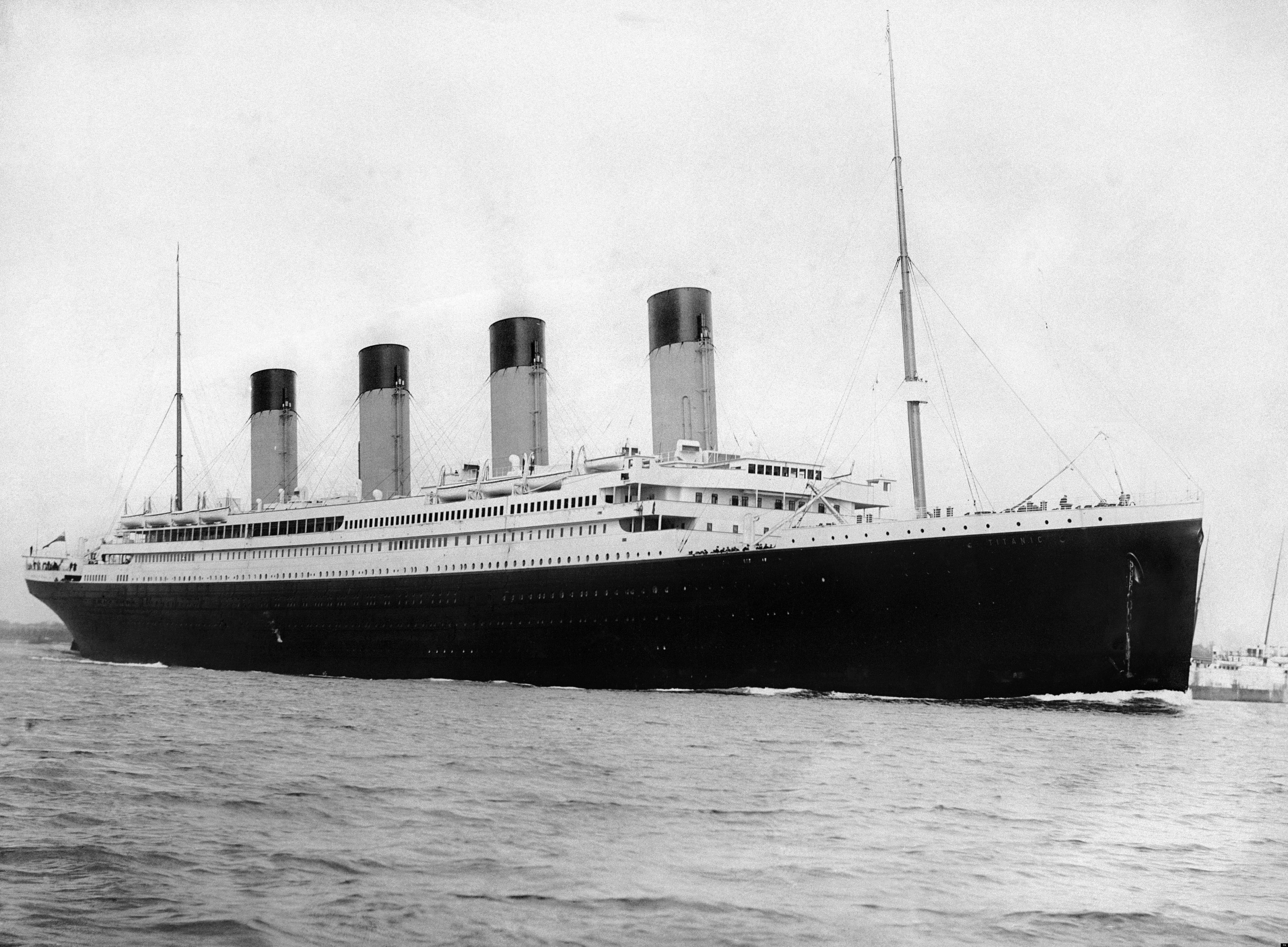
ホワイト・スター・ラインのRMSタイタニック

ホワイト・スター・ライン社（White Star Line）は、1845年に創業したイギリスの海運企業。タイタニックなどを所有していたことでも知られている。

## 歴史

### 創業
ホワイト・スター・ラインは1845年、ジョン・ピルキントンとヘンリー・ウィルソンがリヴァプールに設立した。当初は帆船を用いた貨物輸送に従事していた。
1867年に破産し、1868年造船王トーマス・ヘンリー・イズメイに買収され、1869年、汽船会社「オーシャニック・スチーム・ナビゲーション・カンパニー」に再編成されたのを契機に大手船舶会社へと成長した。
オーシャン・ライナーといわれる数々の客船を運航させ、同じイギリスの海運企業であるキュナード・ラインと19世紀後半から20世紀初頭にかけ激しい競争を繰り広げた。1899年、トーマスの死去に伴い、息子であるブルース・イズメイがその後を引き継いだ。1902年には、J･P･モーガンによって、国際海運商事（IMM）の子会社となっている。

### 3大姉妹船
そして1907年、ハーランド・アンド・ウルフの会長ビリー卿はホワイト・スター・ラインの社長ブルース・イズメイに、3隻の巨大客船の計画を持ちかけた。これは当時、就航して間もないキュナード・ラインの豪華高速客船ルシタニアとその姉妹船モーリタニアに対抗するためであった。こうして建造されたのが、オリンピック、タイタニック、ブリタニックである（3隻をまとめて、オリンピッククラスと呼んでいた）。

### キュナードへの吸収合併
しかし、タイタニックは処女航海中に氷山との衝突で沈没、ブリタニックも第一次世界大戦中に機雷に触れ沈没、オリンピックは事故が多発していた。経営は次第に悪化していき、 1926年、船舶の競争に関心をなくしたIMMはホワイト・スター・ラインを王立郵船（ロイヤルメール）に売却。王立郵船の社長キルサント卿が、ホワイト・スター・ライン・リミテッドという別会社を設立した。1934年、ホワイト・スター・ラインはキュナード・ラインに吸収合併され、社名が「キュナード・ホワイト・スター・ライン」に変更された。吸収合併の翌年には、オリンピックが引退している。

### 消滅
その後、同社はクイーン・メリー、クイーン・エリザベスなどを就航させるが、1945年にホワイト・スター・ライン・リミテッドが解散、同時にキュナード・ホワイト・スター・ラインはキュナード・ラインに社名を戻したため、ホワイト・スター・ラインは事実上消滅した。

## 保有していた主な船舶
- オーシャニック(1870年)
- アトランティック(1871年)
- バルチック（1871年）
- リパブリック (1871年)
- アドリアティック（1872年）
- セルティック (1872年)
- ブリタニック（1874年）
- ゲルマニック（1875年）
- テュートニック（1889年）
- マジェスティック（1890年）
- アラビック（1903年）
- アドリアティック（1907年）
- オリンピック（1911年）
- タイタニック（1912年）
- ブリタニック（1915年）
- マジェスティック（1922年）
- ブリタニック（1930年）

なお、ホワイト・スター・ラインの船は命名規則として、末尾「ic」で終わる船名とすることを伝統としていた。